# Europäischer Standard der technischen Vorschriften für Binnenschiffe
Der Europäische Standard der technischen Vorschriften für Binnenschiffe (Abkürzung ES-TRIN von englisch European Standard laying down Technical Requirements for Inland Navigation vessels) ist ein technischer Standard des Europäischen Ausschusses zur Ausarbeitung von Standards im Bereich der Binnenschifffahrt (CESNI). Der ES-TRIN regelt mit der Stand 2024 aktuellen Ausgabe 2023/1 in vier Teilen mit 33 Artikeln, acht Anlagen und 27 Anwendungsbestimmungen umfassend die technischen Aspekte der Binnenschifffahrt.
Der ES-TRIN ist nicht direkt verbindlich, er muss durch andere Organisationen wie die Europäische Union, die Mitgliedstaaten der Europäischen Union, andere interessierte Staaten oder internationale Organisationen wie die Flusskommissionen, z. B. Zentralkommission für die Rheinschifffahrt, Donaukommission oder Moselkommission, durch Übernahme in ihre Regelungen oder durch direkten Verweis auf den ES-TRIN umgesetzt werden.

## Regelungsbereiche

### Begriffsbestimmungen

Formationen von Schubverbänden

Einleitend werden in Kapitel 1 grundlegenden Begriffsbestimmungen festgelegt zu
- Fahrzeugarten (z. B. Schiff, Binnenschiff, Seeschiff, Tankmotorschiff, Gütermotorschiff, Kanalpeniche, Schleppboot, Schubboot, Schleppkahn, Schubleichter, Fahrgastschiff, Tagesausflugsschiff, Kabinenschiff, schnelles Schiff, schwimmendes Gerät, Beiboot, schwimmende Anlage, Schwimmkörper, Traditionsfahrzeug)
- Fahrzeugzusammenstellungen (z. B. Verband, Schubverband, Schleppverband)
- Fahrzeugbereichen (z. B. Maschinenraum, Kesselraum, Elektrischer Betriebsraum, geschlossener Aufbau, Steuerhaus, Fahrgastraum, Laderaum)
- schiffstechnischen Begriffen (z. B. Freibord, Wasserverdrängung, Deplacement, Tiefgang und weitere Schiffsmaße, Blockkoeffizient, Schottendeck, Schott)
- Bauteil- und Werkstoffeigenschaften (z. B. wasserdicht, gasdicht, nicht brennbar, schwer entflammbar, Feuerwiderstandsfähigkeit)
- Signallichtern, Navigations- und Informationsgeräten (z. B. Signalleuchten, Lichtzeichen, Navigationsradaranlage, Inland-ECDIS-Gerät, Inland-AIS-Gerät)
- Klassifikationsgesellschaften, Sachverständigen, Sachkundigen
- Elektrischen Geräten, Anlagen und Antrieben (z. B. Leistungselektronik)
- sonstigen Begriffen (z. B. Bordpersonal, Person mit eingeschränkter Mobilität, ADN, Binnenschiffszeugnis)

### Bau, Einrichtung, Ausrüstung
Der zweite Teil des ES-TRIN beschäftigt sich in den Kapiteln 3 bis 18 mit Schiffbau, Schiffseinrichtung und Schiffsausrüstung. Folgende Themen werden adressiert:
- Schiffbau (z. B. Schiffskörper, Maschinen-, Kessel- und Bunkerräume)
- Aspekte rund um den Tiefgang wie Freibord, Einsenkungsmarken und Tiefgangsanzeiger
- Manövrieren (z. B. Probefahrten, Geschwindigkeit, Stoppeigenschaften, Rückwärtsfahreigenschaften, Ausweicheigenschaften, Wendeeigenschaften)
- Steuereinrichtungen (Rudermaschine, Ruderpropeller-, Wasserstrahl-, Zykloidalpropeller- und Bugstrahlanlagen, Wendegeschwindigkeitsregler)
- Steuerhaus (z. B. Bedienungseinrichtungen, Anzeigeeinrichtungen, Überwachungseinrichtungen, Signalleuchten, Lichtzeichen, Schallzeichen, Navigations- und Informationsgeräte, Sprechfunkanlage, Alarmanlage)
- Maschinenbauliche Anforderungen (Sicherheitsvorrichtungen, Antriebsanlagen, Brennstofftanks, Brennstoffleitungen, Lenzeinrichtungen, Geräusch der Schiffe)
- Emissionen von Verbrennungsmotoren
- Elektrische Geräte und Anlagen (z. B. Energieversorgungssysteme, Explosionsschutz, Schutzerdung, maximale Spannungen, Verteilungssysteme, Schaltanlagen, Notabschaltvorrichtungen, Beleuchtungsanlagen, Signalleuchten, Leistungselektronik, Alarm- und Sicherheitssysteme, Elektromagnetische Verträglichkeit)
- elektrische Schiffsantriebe
- Schiffsausrüstung (z. B. Anker, Feuerlöscher, Feuerlöschanlagen, Beiboote, Rettungsringe, Rettungswesten)
- Arbeitsplatzsicherheit (z. B. Sturz und Absturz, Gangbord, Ausgänge, Notausgänge, Innenräume, Lärmschutz, Vibrationsschutz, Lukenabdeckungen, Winden, Krane, brennbare Flüssigkeiten)
- Wohnungen (z. B. Sanitäre Einrichtungen, Küchen, Trinkwasseranlagen, Heizung, Lüftung)
- Heiz-, Koch- und Kühleinrichtungen, die mit Brennstoffen betrieben werden (z. B. Flüssigbrennstoffe, Ölheizöfen, Ölfeuerungsanlagen, Luftheizgeräte, Heizung mit Festbrennstoffen)
- Flüssiggasanlagen für Haushaltszwecke
- Bordkläranlagen

### Sonderbestimmungen
Die Kapitel 19 bis 31 enthalten Sonderbestimmungen für
- Fahrgastschiffe
- Segelfahrgastschiffe
- Fahrzeuge, die zur Verwendung als Teil eines Schubverbandes, eines Schleppverbandes oder einer gekuppelten Zusammenstellung bestimmt sind
- schwimmende Geräte
- Baustellenfahrzeuge
- Traditionsfahrzeuge
- Seeschiffe
- Sportfahrzeuge
- Schiffe, die Container transportieren
- Schiffe, deren Länge 110 m überschreitet
- schnelle Schiffe
- Fahrzeuge, bei den Brennstoffe mit einem Flammpunkt ≤ 55 °C zum Einsatz kommen
- Schiffe, die mit der Mindestbesatzung fahren

### Übergangsbestimmungen
Die Kapitel 32 und 33 unterscheiden bei den Übergangsbestimmungen zwischen Fahrzeuge, die auf dem Rhein verkehren und solchen, die ausschließlich auf anderen Wasserstraßen fahren.

### Anlagen
ES-TRIN hat in der Ausgabe 2023/1 acht Anlagen. Sie behandeln:
- Einheitliche europäische Schiffsnummer (ENI)
- Fahrzeugidentifikation
- Muster für Binnenschiffszeugnisse und eines Verzeichnisses für Binnenschiffszeugnisse
- Sicherheitskennzeichen
- Navigations- und Informationsgeräte
- Motorparameterprotokolle
- Bordkläranlagen
- Fahrzeuge, bei den Brennstoffe mit einem Flammpunkt ≤ 55 °C zum Einsatz kommen

### Anwendungsanweisungen
Für jeden Teil des technischen Standards gibt es Anwendungsanweisungen, in Summe 27.

## Ausgaben und Umsetzung
Folgende Ausgaben des Standards wurden Stand 2025 erlassen:
| Ausgabe | Verabschiedung | Beschluss                 | Änderungen                    |
| ------- | -------------- | ------------------------- | ----------------------------- |
| 2015/1  | 16. Nov. 2015  | CESNI-Beschluss 2015-I-3  | Erste Ausgabe                 |
| 2017/1  | 6. Juli 2017   | Beschluss CESNI 2017-II-1 | [ Änderung 1 ]                |
| 2019/1  | 8. Nov. 2018   | Beschluss CESNI 2018-II-1 | [ Änderung 2 ]                |
| 2021/1  | 13. Okt. 2020  | Beschluss CESNI 2020-II-1 | [ Änderung 3 ]                |
| 2023/1  | 13. Okt. 2022  | Beschluss CESNI 2022-II-1 | [ Änderung 4 ] [ Änderung 5 ] |
| 2025/1  | 17. Okt. 2024  | Beschluss CESNI 2024-II-1 | [ Änderung 6 ] [ Änderung 7 ] |

### Ausgaben
1. ↑  Europäischer Ausschuss zur Ausarbeitung von Standards im Bereich der Binnenschifffahrt (Hrsg.): Europäischer Standard der technischen Vorschriften für Binnenschiffe. Ausgabe 2015/1 (cesni.eu [PDF; abgerufen am 16. Juni 2024]).
2. ↑  Europäischer Ausschuss zur Ausarbeitung von Standards im Bereich der Binnenschifffahrt (Hrsg.): Europäischer Standard der technischen Vorschriften für Binnenschiffe. Ausgabe 2017/1 (cesni.eu [PDF; abgerufen am 16. Juni 2024]).
3. ↑  Europäischer Ausschuss zur Ausarbeitung von Standards im Bereich der Binnenschifffahrt (Hrsg.): Europäischer Standard der technischen Vorschriften für Binnenschiffe. Ausgabe 2019/1 (cesni.eu [PDF; abgerufen am 16. Juni 2024]).
4. ↑  Europäischer Ausschuss zur Ausarbeitung von Standards im Bereich der Binnenschifffahrt (Hrsg.): Europäischer Standard der technischen Vorschriften für Binnenschiffe. Ausgabe 2021/1 (cesni.eu [PDF; abgerufen am 16. Juni 2024]).
5. ↑  Europäischer Ausschuss zur Ausarbeitung von Standards im Bereich der Binnenschifffahrt (Hrsg.): Europäischer Standard der technischen Vorschriften für Binnenschiffe. Ausgabe 2023/1 (cesni.eu [PDF; abgerufen am 16. Juni 2024]).
6. ↑  Europäischer Ausschuss zur Ausarbeitung von Standards im Bereich der Binnenschifffahrt (Hrsg.): Europäischer Standard der technischen Vorschriften für Binnenschiffe. Ausgabe 2025/1 (cesni.eu [PDF; abgerufen am 26. Mai 2025]).

### Beschlüsse
1. ↑  CESNI-Beschluss 2015-I-3. In: Europäischer Ausschuss zur Ausarbeitung von Standards im Bereich der Binnenschifffahrt (Hrsg.): Herbstsitzung 2015. Angenommene Beschlüsse (2015-I). Den Haag 26. November 2015, CESNI (15) 23 Endg. (cesni.eu [PDF; abgerufen am 16. Juni 2024]).
2. ↑  Beschluss CESNI 2017-II-1. In: Europäischer Ausschuss zur Ausarbeitung von Standards im Bereich der Binnenschifffahrt (Hrsg.): Zusammenstellung der CESNI-Beschlüsse und -Entscheidungen. Sitzung vom 6. Juli 2017. 24. Juli 2017, CESNI (17) 19 endg. (cesni.eu [PDF; abgerufen am 16. Juni 2024]).
3. ↑  Beschluss CESNI 2018-II-1. In: Europäischer Ausschuss zur Ausarbeitung von Standards im Bereich der Binnenschifffahrt (Hrsg.): Zusammenstellung der CESNI-Beschlüsse. Sitzung vom 8. November 2018. 5. Dezember 2018, CESNI (18) 54 endg. (cesni.eu [PDF; abgerufen am 16. Juni 2024]).
4. ↑  Beschluss CESNI 2020-II-1. In: Europäischer Ausschuss zur Ausarbeitung von Standards im Bereich der Binnenschifffahrt (Hrsg.): Zusammenstellung der CESNI-Beschlüsse und -Entscheidungen. Sitzung vom 13. Oktober 2020. 23. November 2020, CESNI (20) 59 (cesni.eu [PDF; abgerufen am 16. Juni 2024]).
5. ↑  Beschluss CESNI 2022-II-1. In: Europäischer Ausschuss zur Ausarbeitung von Standards im Bereich der Binnenschifffahrt (Hrsg.): Zusammenstellung der CESNI-Beschlüsse und -Entscheidungen. Sitzung vom 13. Oktober 2022. 18. November 2022, CESNI (22) 27 (cesni.eu [PDF; abgerufen am 16. Juni 2024]).
6. ↑  Beschluss CESNI 2024-II-1. In: Europäischer Ausschuss zur Ausarbeitung von Standards im Bereich der Binnenschifffahrt (Hrsg.): Zusammenstellung der CESNI-Beschlüsse und Entscheidungen. Sitzung vom 17. Oktober 2024 in Straßburg. 8. Januar 2025, CESNI (24) 56 (cesni.eu [PDF; abgerufen am 26. Mai 2025]).

### Neuigkeiten
1. ↑  Der CESNI-Ausschuss verabschiedet den Europäischen Standard der technischen Vorschriften für Binnenschiffe (ES-TRIN). In: cesni.eu. 14. Dezember 2015, abgerufen am 16. Juni 2024.
2. ↑  CESNI-Sitzung vom 6. Juli 2017. In: cesni.eu. 6. Juli 2017, abgerufen am 16. Juni 2024.
3. ↑  CESNI-Sitzung in Prag am 8. November 2018. In: cesni.eu. 8. November 2018, abgerufen am 16. Juni 2024.
4. ↑  CESNI-Sitzung vom 13. Oktober 2020. In: cesni.eu. 30. Oktober 2020, abgerufen am 16. Juni 2024.
5. ↑  CESNI-Sitzung vom 13. Oktober 2022. In: cesni.eu. 13. Oktober 2022, abgerufen am 16. Juni 2024.
6. ↑  CESNI-Sitzung vom 17. Oktober 2024. In: cesni.eu. 17. Oktober 2024, abgerufen am 26. Mai 2025.

### Änderungen
1. ↑  Europäischer Ausschuss zur Ausarbeitung von Standards im Bereich der Binnenschifffahrt (Hrsg.): Erläuterungen zu den durch den ES-TRIN 2017/1 eingeführten Änderungen. 10. April 2018 (cesni.eu [PDF; abgerufen am 16. Juni 2024]).
2. ↑  Europäischer Ausschuss zur Ausarbeitung von Standards im Bereich der Binnenschifffahrt (Hrsg.): Erläuterungen zu den Änderungen des ES-TRIN 2019. 19. April 2019 (cesni.eu [PDF; abgerufen am 16. Juni 2024]).
3. ↑  Europäischer Ausschuss zur Ausarbeitung von Standards im Bereich der Binnenschifffahrt (Hrsg.): Erläuterungen zu den Änderungen des ES-TRIN 2021. 28. Oktober 2021 (cesni.eu [PDF; abgerufen am 16. Juni 2024]).
4. ↑  Europäischer Ausschuss zur Ausarbeitung von Standards im Bereich der Binnenschifffahrt (Hrsg.): Übersicht der Änderungen zwischen ES-TRIN 2021/1 und 2023/1. Dezember 2023 (cesni.eu [PDF; abgerufen am 16. Juni 2024]).
5. ↑  Europäischer Ausschuss zur Ausarbeitung von Standards im Bereich der Binnenschifffahrt (Hrsg.): Erläuterungen zu den Änderungen des ES-TRIN 2023/1. 14. März 2024 (cesni.eu [PDF; abgerufen am 16. Juni 2024]).
6. ↑  Europäischer Ausschuss zur Ausarbeitung von Standards im Bereich der Binnenschifffahrt (Hrsg.): Übersicht der Änderungen zwischen ES-TRIN 2023/1 und 2025/1. November 2024 (cesni.eu [PDF; abgerufen am 26. Mai 2025]).
7. ↑  Europäischer Ausschuss zur Ausarbeitung von Standards im Bereich der Binnenschifffahrt (Hrsg.): Erläuterungen zu den Änderungen des ES-TRIN 2023/1. 14. März 2024 (cesni.eu [PDF; abgerufen am 26. Mai 2025]).

### Sonstige Belege
1. ↑  Der CESNI-Ausschuss verabschiedet den Europäischen Standard der technischen Vorschriften für Binnenschiffe (ES-TRIN). In: cesni.eu. 14. Dezember 2015, abgerufen am 16. Juni 2024.
2. ↑  Standards und Erläuterungen. In: cesni.eu. Abgerufen am 26. Mai 2025.